# Monastère Saint-Antoine (Basse-Terre)
Le monastère Saint-Antoine était un ancien établissement de bienfaisance situé à Basse-Terre dans le département de la Guadeloupe aux Antilles françaises. Fondé en 1897 en face de la cathédrale Notre-Dame-de-Guadeloupe au 2, rue de l'Historien-Lacour, il est inscrit aux monuments historiques depuis 2007.
L'édifice est détruit par un incendie dans la nuit du 7 octobre 2021.

## Historique
Fondé en 1897 – à la demande de l'évêque Clément Soulé – par un organisme de charité de la fabrique Saint-François, le monastère avait pour vocation l'accueil des personnes nécessiteuses pour suppléer aux insuffisances des hospices de la ville. Il reste en activité jusqu'en 1985 avec l'accueil de personnes retraitées sans ressources. Il est désormais propriété d'une association rattachée au diocèse de Basse-Terre et Pointe-à-Pitre, la Congrégation Saint-Vincent-de-Paul.
Certaines parties des bâtiments, délabrées en raison des conditions climatiques de l'île, avaient été inscrites aux Monuments historiques le 4 mai 2007 : façades en bois et toitures, chapelle en totalité avec son décor, éléments de la cour (bassin et grilles). L'arrêté d'inscription est abrogé par un arrêté de radiation le 21 octobre 2024. Suite à l’incendie, seule la statue de Saint- Antoine de Padoue et son bassin ont résisté aux flammes.